# Horatosphaga meruensis
Horatosphaga meruensis är en insektsart som först beskrevs av Sjöstedt 1909.  Horatosphaga meruensis ingår i släktet Horatosphaga och familjen vårtbitare. Inga underarter finns listade i Catalogue of Life.